# VDI 2280
Die Richtlinie VDI 2280 ist ein technischer Standard des Vereins Deutscher Ingenieure (VDI). Sie beschäftigt sich mit der Ableitung von lösungsmittelhaltiger Abluft. Sie wurde im August 2005 veröffentlicht, nachdem im Dezember 2003 ein Richtlinienentwurf herausgegeben wurde. Die Richtlinie ist zweisprachig (deutsch/englisch); die deutsche Sprachfassung ist verbindlich. Zuständig für die Richtlinie ist der Fachbereich „Umweltschutztechnik“ der Kommission Reinhaltung der Luft. Die Richtlinie wird über DIN Media vertrieben.

## Veröffentlichungshistorie
Die Richtlinie VDI 2280 vom April 1969 und eine Entwurfsfassung vom September 1975 wurden von der Richtlinie VDI 2280 Auswurfbegrenzung – Organische Verbindungen – insbesondere Lösemittel vom August 1977 abgelöst. Diese wurde im April 2000 ersatzlos zurückgezogen, da die in ihr enthaltenen Anforderungen an die Emissionsbegrenzung überholt waren. Zum selben Zeitpunkt ebenfalls zurückgezogen wurde ein im März 1985 veröffentlichter Richtlinienentwurf VDI 2280 Emissionsminderung – Flüchtige organische Verbindungen, insbesondere Lösemittel. Der aktuell gültigen Richtlinienfassung vom August 2005 mit dem Titel Ableitbedingungen für organische Lösemittel ging ein Entwurf vom Dezember 2003 voraus. Die Richtlinie wurde in überarbeiteter Form wieder veröffentlicht, da sie in zahlreichen Genehmigungsbescheiden aufgenommen wurde.
Mit Veröffentlichung der Richtlinie VDI 3781 Blatt 4 Umweltmeteorologie – Ableitbedingungen für Abgase – Kleine und mittlere Feuerungsanlagen sowie andere als Feuerungsanlagen im Juli 2017 wurden Inhalte aus der VDI 2280 in diese Richtlinie übernommen.

## Inhalt
Angegeben sind in der Richtlinie Mindestschornsteinhöhen für die Ableitung lösungsmittelhaltiger Abluft für nicht genehmigungsbedürftige Anlagen sowie für Anlagen, die nur geringe Emissionsmassenströme emittieren. Vorausgesetzt wird dabei, dass vor einer Ableitung der Abgase alle technischen Möglichkeiten zur Emissionsminderung ausgeschöpft wurden.
Beschreibungen von Abgasreinigungsverfahren und umfangreiche Tabellen mit Stoffdaten organischer Lösungsmittel, wie sie in der Fassung vom August 1977 enthalten sind, werden in der Fassung vom August 2005 nicht mehr aufgeführt.

## Rechtliche Einordnung
Als Bestandteil des VDI-/DIN-Handbuchs Reinhaltung der Luft erfolgt in Abschnitt 5.1.1 der TA Luft ein dynamischer Verweis auf die Richtlinie. Sie soll bei der Ermittlung des Standes der Technik „als Erkenntnisquelle herangezogen werden“. Auf die Vorgängerversion vom August 1977 wird in der Nummer 5.5.2 der TA Luft vom 24. Juli 2002 statisch verwiesen. Bereits die TA Luft aus dem Jahr 1986 erhielt im Abschnitt 2.4.2 einen Verweis auf die VDI 2280 vom August 1977.